# Arxiu del Port de Tarragona
L'Arxiu del Port de Tarragona es troba a la cantonada de la plaça dels Carros i el carrer Anselm Clavé de Tarragona. És un arxiu històric i administratiu que va ser inaugurat el 4 de juliol de 1990 amb l'objectiu de custodiar tot el patrimoni documental generat per l'administració portuària de la ciutat. La seva inauguració va coincidir amb la celebració del Bicentenari del Port Modern. Inicialment concebut com a arxiu històric, actualment és l'arxiu general de l'organització, conservant tant documentació històrica com de caràcter administratiu.

## Història
L'any 1987 a iniciativa del professor de la Universitat Rovira i Virgili de Tarragona, Lluís Navarro Miralles, i gràcies a un conveni amb l'Obra Social de Caixa Tarragona, es va decidir contractar a dues llicenciades en Geografia i Història amb l'objectiu d'analitzar la viabilitat de crear un arxiu històric a partir dels fons documentals.
En aquesta primera fase, que va del 1987 al 1989, els milers de documents emmagatzemats sense cap ordre ni concert, es classificaren i s'inventariaren per tal de posar-los a disposició dels investigadors i del públic en general. Emplaçat a l'antic edifici de les oficines de la Junta d'Obres del Port de Tarragona, l'Arxiu Històric del Port, s'obrí al públic el 4 de juliol de 1990, aprofitant els actes de celebració del Bicentenari del Port Modern. A l'acte hi assistiren diverses personalitats com el sots-director general de Ports, Juan Muñoz, el governador civil, Ramon Sánchez, el president de l'Obra Social de Caixa Tarragona, Joan Abelló i el president del Port, Antoni Pujol Niubó. En aquells anys l'Arxiu ocupava únicament la planta baixa de l'antic edifici. S'habilitaren quatre dipòsits amb armaris compactes i es condicionaren les sales amb aparells de control de temperatura i humitat i també amb sistemes automàtics d'extinció d'incendis i antirobatori. A la sala de consulta per a l'atenció als usuaris externs i interns, s'hi instal·laren dotze punts de lectura. En aquesta àrea s'hi ubicà també part de la Biblioteca Auxiliar, amb monografies de temàtica marítima, portuària i d'història local, així com les memòries dels diferents ports de l'estat. El mateix dia 4 de juliol de 1990 es va presentar el que seria el primer instrument de descripció dels fons de l'Arxiu, la Guia-catàleg de l'Arxiu Històric del Port.
El 2010 es va celebrar el 20è aniversari de la institució amb una exposició commemorativa al Tinglado 4 del Moll de Costa del Port de Tarragona, que va estar oberta entre els mesos de juliol i agost. També es va emetre el programa de ràdio El matí de Tarragona Ràdio des de les instal·lacions de l'arxiu, on van participar diverses persones vinculades a la institució i professors de la Universitat Rovira i Virgili.
D'aquesta nova etapa com a Arxiu General data l'ampliació de les instal·lacions destinades a dipòsit de documentació. Degut a la insuficiència d'espai i al creixement progressiu de la documentació va caldre adaptar un nou immoble fora de les dependències originals de l'Arxiu. Els nous dipòsits s'ubicaren en un edifici de nova planta al carrer del Mar, a un centenar de metres de la seu central, que ha servit fins al moment present per acollir la documentació més recent, fruit de les transferències documentals per part de l'administració portuària.

## Edifici
L'any 1817, tot just iniciades les obres de la població de la Marina de Tarragona projectada per Joan Smith Sinnot, i un cop acabada la Guerra del Francès, es rehabilità un edifici destinat a oficines del Port a la plaça dels Carros, llavors anomenada d'Olózaga, fent xamfrà amb el carrer d'Orient, avui d'Anselm Clavé. Els anys 1869 i 1873 es van fer algunes reformes a l'immoble, però les més importants van tenir lloc a partir de 1921, data en què l'enginyer i director del Port Josep Serrano Lloberes, redactà un projecte de reforma i millora que fou revisat i conformat per l'enginyer en cap de la província, Josep Cabestany. El 1922 es redactà un nou projecte reformat, aquest cop signat pel nou enginyer i director del Port, Francisco G. de Membrillera. Les obres s'iniciaren el dia 9 de gener del mateix any 1922. El 1934 fou redactat un nou projecte de reforma de l'immoble, les instal·lacions del qual resultaven insuficients degut a l'increment dels serveis portuaris. L'esclat de la Guerra Civil paralitzà el projecte que no s'executà fins al 1939.
L'edifici en qüestió va ser utilitzat per l'administració portuària fins a l'any 1980 en què els serveis es traslladaren a una nova seu al Passeig de l'Escullera, obra de l'arquitecte Josep M. Garreta. L'immoble del carrer Anselm Clavé restà un temps abandonat fins que l'any 1986, amb motiu de la celebració d'unes jornades portuàries, es reformà de dalt a baix. Només un any després, el 1987, es començà a utilitzar la planta baixa com a arxiu i el dia 4 de juliol de 1990 s'obrí al públic l'Arxiu Històric. Des d'aquella data s'ha mantingut aquest servei passant a ser un punt de referència per als investigadors i estudiosos de les nostres comarques.
L'estiu de 2015 s'hi va fer una intervenció que consistí en la millora de l'envoltant tèrmic de l'edifici, la substitució dels tancaments i la rehabilitació de la façana deixant a la vista alguns elements arquitectònics decoratius originals que amb els anys havien restat ocults sota la pintura. L'estudi d'arquitectes Agua Architects de Tarragona van ser els autors del projecte.

## Fons
Té un abast cronològic que va dels segles XVIII al XXI, amb un total de 2.800 metres lineals, 10.215 positius, 1.300 negatius de fotografia. També disposa d'una biblioteca auxiliar amb 9.900 volums i permet consulta del catàleg per Internet.
L'Arxiu del Port acull actualment 13 fons documentals:
- Fons de la Junta Protectora de les Obres del Port: 1714-1878
- Fons de la Junta de les Obres del Port - Autoritat Portuària de Tarragona: des de 1869 fins a l'actualitat
- Fons dels Ports Agregats: 1927-1969
- Fons de Fars: 1864-2000
- Fons Centre d'Estudis Marítims i Activitats del Port de Tarragona: 1991-2005
- Fons Castellarnau: 1608-1866
- Fons Eduardo Serrano Suñer: 1939-1968
- Fons Fernando Pons Prat: 1959-1977
- Fons Escola -Taller del Port de Tarragona: 1992-1995
- Fons Astilleros Tarragona, S.A.: 1918-2000
- Fons Capitania Marítima: 1859-1998
- Fons Club Nàutic: 1915-1998
- Fons Gremi de Marejants: 1751-2006

Col·leccions especials
- Arxiu de Plànols: 1.750 unitats
- Arxiu d'Imatges: 10.215 fotografies, 2.000 negatius, 100 plaques de vidre i centenars de diapositives.
- Videoteca: 248 unitats
- Ephemera: 1.343 registres
- Biblioteca Auxiliar: 9.900 volums el catàleg de la qual es pot consultar per Internet a través del web del Port: www.porttarragona.cat

- Hemeroteca: 420 capçaleres entre revistes i diaris de temàtica marítima i portuària